# Areni

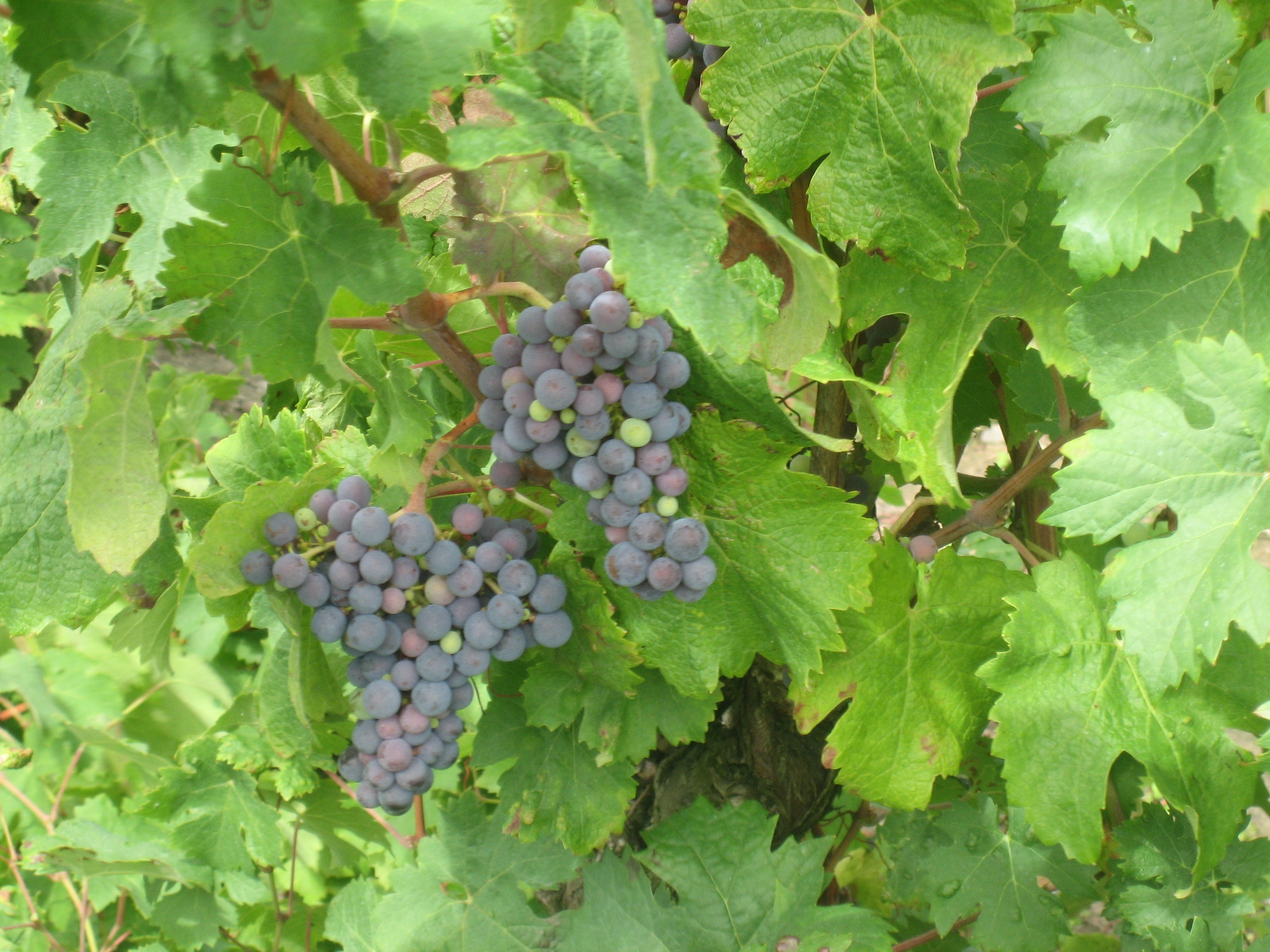
Blauw druivenras

De Areni (Armeens: Արենի) is een zeer oude blauwe druivensoort uit Armenië.

## Geschiedenis
Deze druif is zeer oud en komt bijna zeker uit een klein dorpje met dezelfde naam in de provincie Vajots Dzor in het zuiden van het land, dicht bij de grens met Azerbeidzjan. Opgravingen hebben uitgewezen dat deze soort reeds 4.000 jaar v.Chr. voorkwam in deze streek en is hiermee een van de oudste nog bestaande druivensoorten.

## Kenmerken

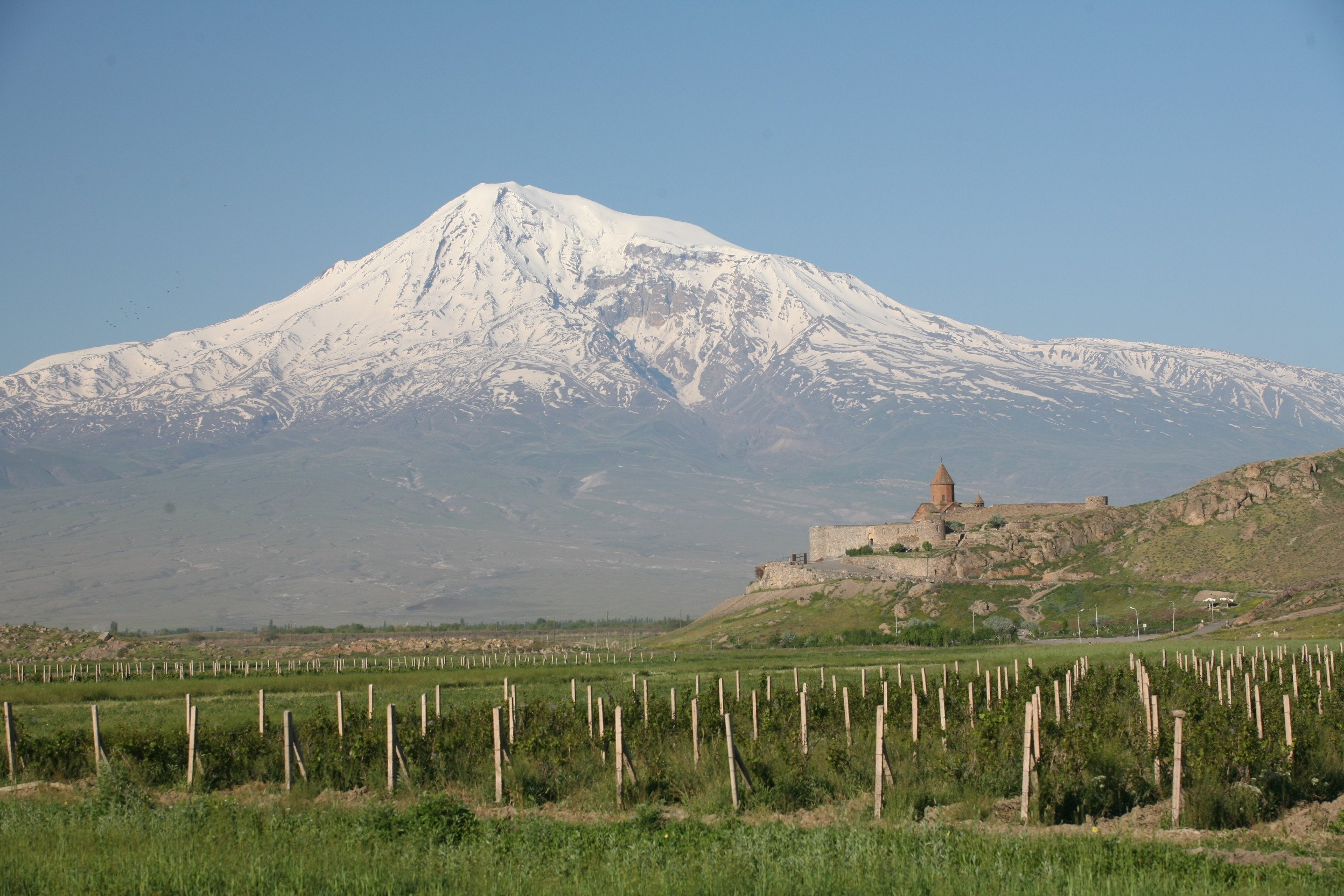
Areni-wijngaard voor het Khor Virap klooster

De druiven van deze variëteit rijpen laat, maar ondanks dat kunnen ze goed tegen koude en vorst. 
De trossen bestaan uit dicht op elkaar groeiende vruchten, die een dikke schil hebben en zodoende weinig last hebben van allerlei soorten schimmels. De wijn die gemaakt wordt is van hoge kwaliteit, vol van smaak en in staat om enige jaren bewaard te worden. Er worden droge, maar ook half-zoete rode wijnen van gemaakt. In het oosten en zuiden van Armenié wordt er rosé van geproduceerd. Op kleinere schaal komt deze soort ook voor in het buurland Azerbeidzjan.

## Gebieden
Behalve dat de Areni voorkomt in heel Armenië, vinden we hem ook op kleinere schaal in buurland Azerbeidzjan.

## Synoniemen[1]
- Areni Chemyl
- Areni Noir
- Areni Sev
- Areni Tcheurny
- Areny Tcherny
- Lyalai
- Malagi
- Malagui
- Malahi Noir
- Malai Sev

- Malat
- Meleyi
- Memeyi
- Mialai
- Milahi
- Milai Chernyi
- Milai Noir
- Milaj Sev
- Milakhi
- Milay Chernyi

- Movouz
- Movuz
- Myyalai
- Myalan
- Ordoutchi Sev
- Ordoutzi Sev
- Ordutsi Sev
- Orduzi Sev
- Ourdoussi
- Ourdusi

- Ourza Sev
- Sev Areni
- Sev Malahi
- Urdisi
- Urdusi
- Ursa Sev
- Urza Sev
- Usza Sev